# Gaj (powiat gostyński)
Gaj – osada w Polsce położona w województwie wielkopolskim, w powiecie gostyńskim, w gminie Gostyń.
W latach 1975–1998 miejscowość należała administracyjnie do województwa leszczyńskiego.
inne miejscowości o nazwie Gaj: Gaj